# ほんとに呪われた死ノ動画
『ほんとに呪われた死ノ動画』（ほんとにのろわれたしのどうが）は、2018年から続くホラードキュメンタリーオリジナルビデオ・シリーズ（2020年（令和2年）4月からは『ほんとに映った！死のビデオ』）。
製作はピクチャーエンターテイメント。
初代の構成・演出はTeamXXX、向悠一（『呪われた心霊動画XXX』）、8巻から11巻まで菊池宣秀（『ほんとにあった! 呪いのビデオ』56巻 - 70巻 構成・演出）、12巻から15巻まで尾崎香仁（『心霊闇動画』28巻 - 構成・演出）16巻から21巻まで福田正敏が今作の構成・演出を手掛ける。

## 概要
『ほんとに呪われた 死ノ動画』シリーズは『呪いの投稿映像』を含めた、2018年9月に発売された心霊映像を集めたホラーシリーズである。
2020年4月5日からタイトルを変え『ほんとに映った！死のビデオ』として新たにリリースされている。
『ほんとにあった! 呪いのビデオ』同様「心霊現象」が発生していると思われる映像が一般から投稿されてきたとして、その内容を検証する形をとる、疑似ノンフィクションのオカルト作品。映像だけを収録するものもあれば投稿者へのインタビューを交えたものもあり、スタッフが現場に赴いて霊的現象を調査するドキュメンタリー的な内容も含まれている。
『ほんとにあった! 呪いのビデオ』『呪われた心霊動画XXX（トリプルエックス）』の人気ホラーシリーズからその謳い文句の通り『呪われた心霊動画XXX』で構成・演出を務めるTeamXXX、向悠一が本シリーズの初代監督を行い、編集に「ほんとにあった！呪いのビデオ」演出補として活躍した菊池宣秀が起用され、菊池は本シリーズ11巻から辞めた後『ほんとにあった！呪いのビデオ』82巻から演出協力、編集として出世。TaemXXX、向悠一はその後7巻まで同作品に加わった。本シリーズを辞めた後は『呪われた心霊動画XXX（トリプルエックス）NEO』を新たにリリースし、同シリーズの構成・演出・編集（実質の監督）として出世した。

## スタッフ
『ほんとに映った！死のビデオ』製作委員会

### 製作総指揮
- 小田奏之（1巻 - 11巻）
- 佐々木良夫（12巻 - 15巻）

### 歴代監督
- TeamXXX、向悠一（1巻 - 7巻）
- 菊池宣秀（8巻 - 11巻）
- 尾崎香仁（12巻 - 15巻）
- 福田正敏（16巻 - 21巻）

## 最新巻での作品関係者
本項は2020年9月4日に発売された通常版19巻のエンドロールに記述を基にして記す。
| スタッフ       | 名前                                                       |
| -------------- | ---------------------------------------------------------- |
| 製作           | 「ほんとに映った！死のビデオ」製作委員会                   |
| 構成・演出     | 福田正敏                                                   |
| 編集           | 福田正敏、室井孝介、加藤隼介、編集・MA：東洋レコーディング |
| 音楽・音響効果 | DRA Music Factory、大庫具祥                                |
| 製作会社       | ピクチャーエンタテイメント                                 |

## ほんとに呪われた 死ノ動画シリーズ一覧
| 作品名                     | 発売日           | プロデューサー | 監督（構成・演出）          | 編集スタッフ                                     | 音楽・音響効果           |
| -------------------------- | ---------------- | -------------- | --------------------------- | ------------------------------------------------ | ------------------------ |
| ほんとに呪われた死ノ動画   | 2018年09月05日   | 小田奏之       | 構成・演出：TeamXXX、向悠一 | 編集：TeamXXX                                    | ボン                     |
| ほんとに呪われた死ノ動画2  | 2018年010月015日 | 小田奏之       | 構成・演出：TeamXXX、向悠一 | 編集：TeamXXX                                    | ボン                     |
| ほんとに呪われた死ノ動画3  | 2018年011月03日  | 小田奏之       | 構成・演出：TeamXXX、向悠一 | 編集：TeamXXX                                    | ボン                     |
| ほんとに呪われた死ノ動画4  | 2018年012月03日  | 小田奏之       | 構成・演出：TeamXXX、向悠一 | 編集：TeamXXX                                    | ボン                     |
| ほんとに呪われた死ノ動画5  | 2019年01月02日   | 小田奏之       | 構成・演出：TeamXXX、向悠一 | 編集：TeamXXX                                    | ボン                     |
| ほんとに呪われた死ノ動画6  | 2019年02月03日   | 小田奏之       | 構成・演出：TeamXXX、向悠一 | 編集：TeamXXX                                    | ボン                     |
| ほんとに呪われた死ノ動画7  | 2019年03月02日   | 小田奏之       | 構成・演出：TeamXXX、向悠一 | 編集：TeamXXX                                    | ボン                     |
| ほんとに呪われた死ノ動画8  | 2019年04月04日   | 小田奏之       | 菊池宣秀                    | 編集：TeamXXX                                    | ボン、鈴木大士           |
| ほんとに呪われた死ノ動画9  | 2019年05月03日   | 小田奏之       | 菊池宣秀                    | 編集：TeamXXX                                    | ボン、鈴木大士           |
| ほんとに呪われた死ノ動画10 | 2019年06月06日   | 小田奏之       | 菊池宣秀                    | 編集：菊池宣秀｜タイトル制作：山崎恥子           | ボン、鈴木大士           |
| ほんとに呪われた死ノ動画11 | 2019年07月02日   | 小田奏之       | 菊池宣秀                    | 編集：菊池宣秀、森澤透馬                         | ボン、鈴木大士           |
| ほんとに呪われた死ノ動画12 | 2019年09月05日   | 佐々木良夫     | 尾崎香仁                    | 編集：尾崎香仁、菊池宣秀、細沼孝之               | 小林直幸、スズキトモユキ |
| ほんとに呪われた死ノ動画13 | 2019年011月06日  | 佐々木良夫     | 尾崎香仁                    | 編集：尾崎香仁、菊池宣秀、細沼孝之               | 小林直幸、スズキトモユキ |
| ほんとに呪われた死ノ動画14 | 2019年012月03日  | 佐々木良夫     | 尾崎香仁                    | 編集：松本了、菊池宣秀、細沼孝之、ナベタマサユキ | 小林直幸、スズキトモユキ |
| ほんとに呪われた死ノ動画15 | 2020年02月05日   | 佐々木良夫     | 尾崎香仁                    | 編集：松本了、菊池宣秀、ナベタマサユキ           | 小林直幸、スズキトモユキ |

## ほんとに映った！死のビデオシリーズ一覧
| 作品名                       | 発売日          | 監督（構成・演出）          | 編集スタッフ                                                                   | 音楽・音響効果              |
| ---------------------------- | --------------- | --------------------------- | ------------------------------------------------------------------------------ | --------------------------- |
| ほんとに映った！死のビデオ16 | 2020年04月05日  | 福田正敏                    | 監修：児玉和土 編集：福田正敏 編集・MA：東洋レコーディング                     | DRA Music Factory、大庫具祥 |
| ほんとに映った！死のビデオ17 | 2020年06月02日  | 福田正敏                    | 監修：児玉和土 編集：福田正敏、酒川卓真 編集・MA：東洋レコーディング           | DRA Music Factory、大庫具祥 |
| ほんとに映った！死のビデオ18 | 2020年08月03日  | 福田正敏                    | 監修：児玉和土 編集：福田正敏、酒川卓真 編集・MA：東洋レコーディング           | DRA Music Factory、荒井佑   |
| ほんとに映った！死のビデオ19 | 2020年09月04日  | 福田正敏                    | 監修：児玉和土 編集：福田正敏、室井孝介、加藤隼介 編集・MA：東洋レコーディング | DRA Music Factory、荒井佑   |
| ほんとに映った！死のビデオ20 | 2020年011月05日 | 福田正敏 構成協力：佐上佳嗣 | 編集：福田正敏、大竹周一、青柳光昭 編集・MA：東洋レコーディング                | DRA Music Factory、荒井佑   |
| ほんとに映った！死のビデオ21 | 2021年03月03日  | 福田正敏 構成協力：佐上佳嗣 | 編集：福田正敏、大竹周一、青柳光昭 編集・MA：東洋レコーディング                | DRA Music Factory、荒井佑   |